# Wotu
Wotu ist eine im Bezirk Ostluwu (Wotu, Lampenai und Bawalipu) in Südsulawesi gesprochene Sprache. Sie gehört zu den malayo-polynesischen Sprachen innerhalb der austronesischen Sprachen.